# Porte de corne et porte d'ivoire
La porte de corne et la porte d'ivoire sont des lieux de la mythologie grecque issus d'une image poétique dont la première occurrence connue se trouve dans l’Odyssée. Ce sont les portes qu'empruntent les rêves pour rendre visite aux mortels pendant leur sommeil. La porte de corne livre passage aux rêves véridiques, notamment les rêves prémonitoires, tandis que la porte d'ivoire livre passage à des rêves trompeurs. Cette image connaît une postérité notable ailleurs dans la littérature grecque antique puis dans la littérature latine. Elle continue à inspirer les artistes après l'Antiquité et jusqu'à nos jours.

## Littérature grecque antique

### Dans l’Odyssée

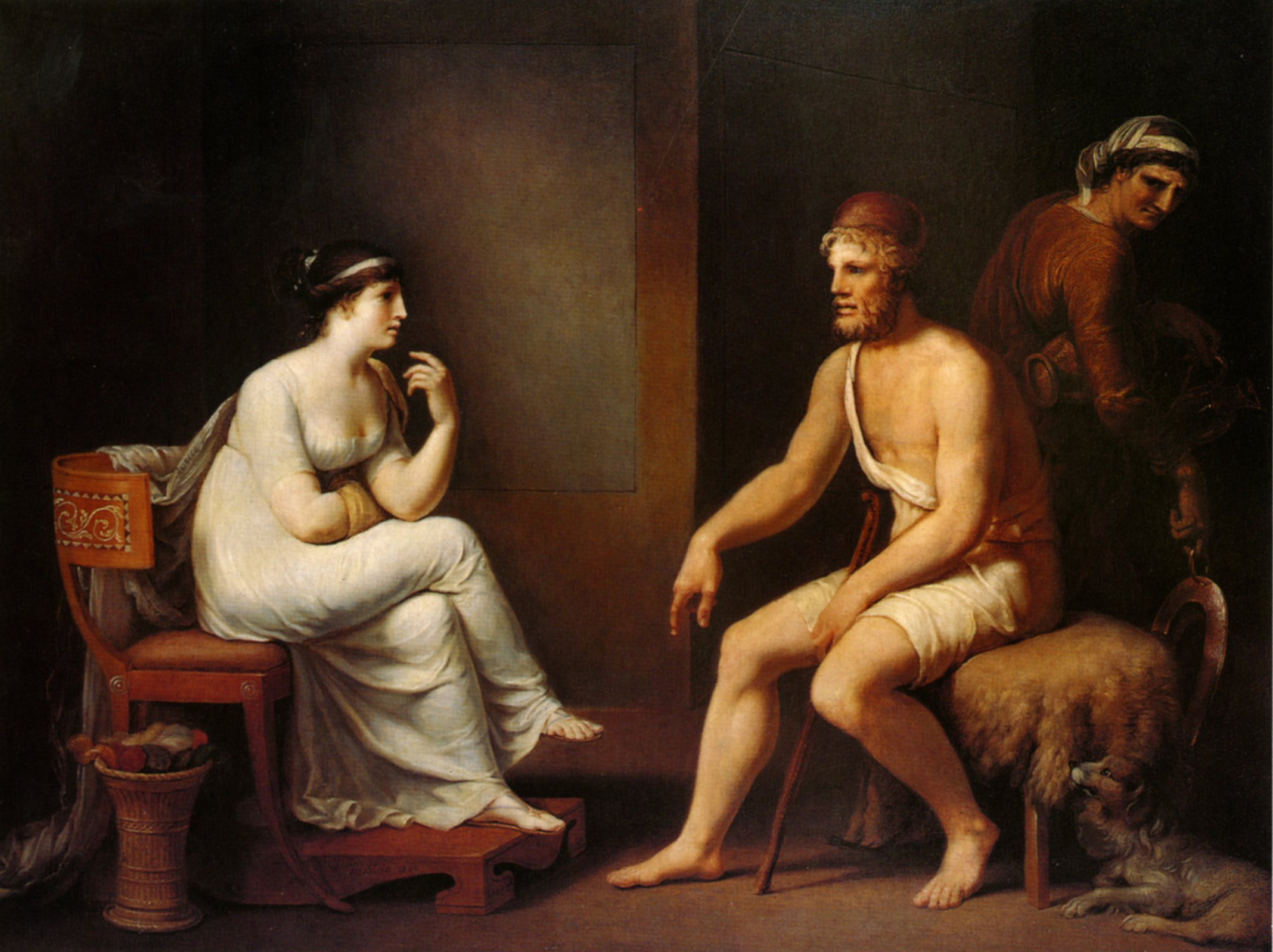
Ulysse et Pénélope, par Johann Heinrich Wilhelm Tischbein, 1802. Collection particulière.

La première mention connue de la porte de corne et de la porte d'ivoire se trouve dans l’Odyssée, au chant XIX, vers 560-569. Pénélope, épouse d'Ulysse qu'elle attend depuis vingt ans, raconte qu'elle vient de faire un rêve qui peut signifier le retour imminent de son mari. Elle le raconte à un mendiant étranger qui n'est autre qu'Ulysse déguisé. Cependant, ayant perdu espoir, elle exprime par un jeu de mots son scepticisme sur la véracité du rêve. Dans son explication, elle emploie le mot κέρας, qui signifie « corne », en le rapprochant du verbe κραίνω qui signifie « satisfaire, combler », tandis que le mot ἐλέφας, « ivoire », est rapproché du verbe ἐλεφαίρομαι, « tromper ».
Dans sa traduction de l'épopée parue en 1931, Victor Bérard propose un équivalent en associant l'ivoire à l'ivraie (une herbe non comestible, qu'on sépare du bon grain des céréales au moment de la moisson) et en associant la corne au verbe « corner », au sens d'annoncer un succès futur :
« O mon hôte, je sais la vanité des songes et leur obscur langage !... je sais, pour les humains, combien peu s'accomplissent ! Les songes vacillants nous viennent de deux portes ; l'une est fermée de corne, l'autre est fermée d'ivoire ; quand un songe nous vient par l’ivoire scié, ce n'est que tromperie, simple ivraie de paroles ; ceux que laisse passer la corne bien polie nous cornent le succès du mortel qui les voit. »

### Postérité chez les auteurs grecs anciens
Le philosophe et écrivain grec Platon place une référence à l’Odyssée dans le propos de Socrate dans son dialogue sur la sagesse, le Charmide, au paragraphe 173a : « Écoute donc mon songe, dis-je, qu'il soit venu de la porte de corne ou par la porte d'ivoire. »
Le poète Nonnos de Panopolis se réfère également à ces portes dans son épopée les Dionysiaques, lorsque Morrheus, le fils du roi des Indes Dériadès, fait un rêve trompeur.

## Littérature latine

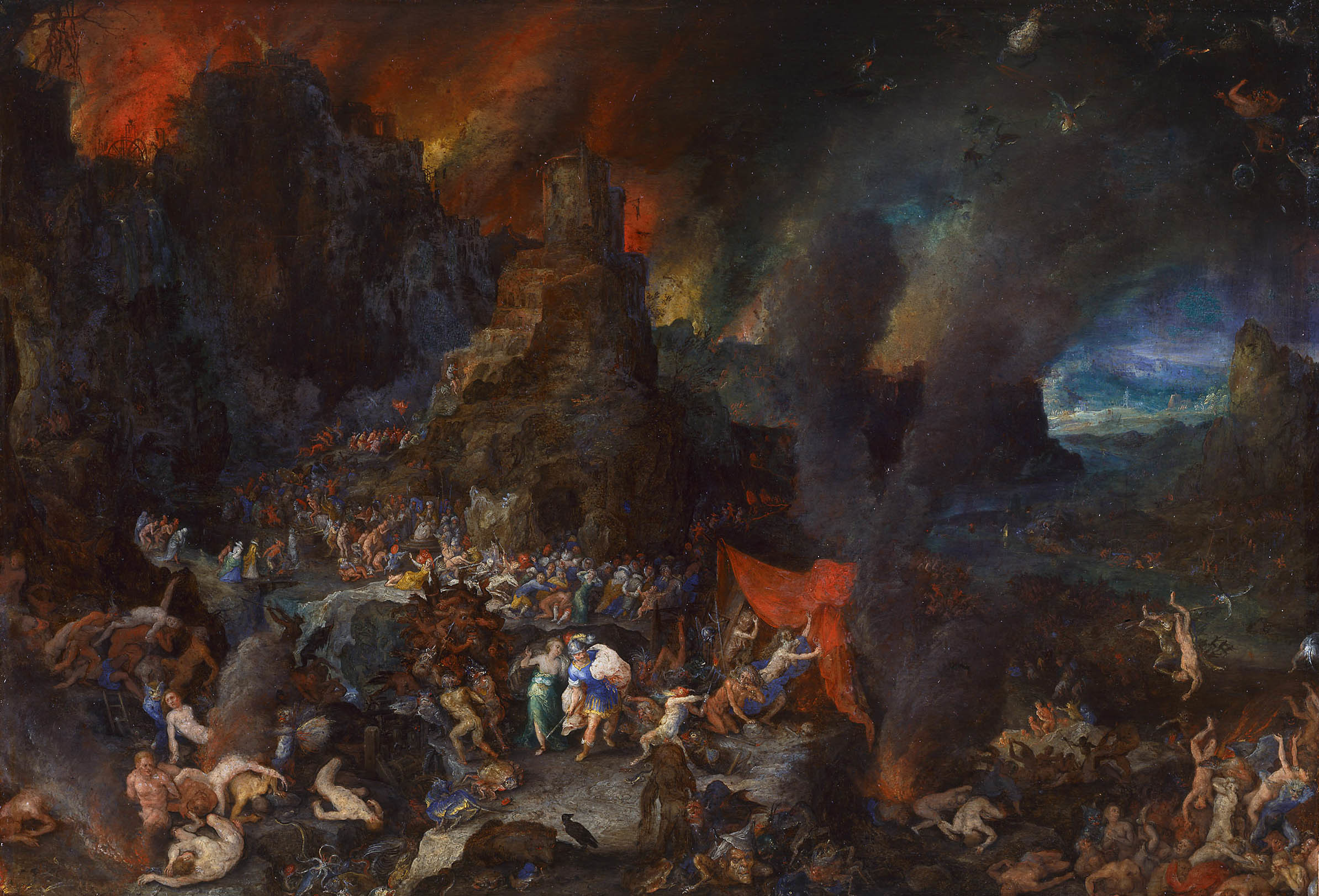
Énée et la Sibylle aux Enfers, Jan Brueghel l'Ancien (vers 1600). Musée d'histoire de l'art de Vienne.

Au premier siècle avant J.-C., le poète latin Virgile reprend et développe l'image homérique dans son épopée l’Énéide, lorsqu'Énée visite les Enfers guidé par la Sibylle de Cumes au chant VI. Au terme de leur voyage, Énée et la Sibylle regagnent le monde des mortels en empruntant les portes de la demeure du Sommeil. Énée emprunte la porte d'ivoire pour revenir chez les mortels. Selon Nicholas Reed, ce choix étrange pourrait s'expliquer par une référence à l'heure de la nuit à laquelle Énée remonte chez les mortels. Dans une lecture théologique du passage donnée lors d'un sermon prononcé en 1791, le prédicateur méthodiste britannique John Wesley estimait que c'était pour Virgile un moyen d'indiquer qu'il ne fallait pas prendre au pied de la lettre le voyage aux Enfers qu'il venait de relater, mais qu'il fallait en avoir une lecture symbolique.
Dans son recueil de poèmes intitulé les Silves, Stace consacre un poème aux regrets liés à la mort de son père et il souhaite que ce dernier lui rende visite à l'occasion d'un rêve véridique, en passant par la porte de corne.

## Postérité après l'Antiquité
Une brève description des portes des rêves est imaginée par l'abbé Michel de Marolles dans ses Gravures du Temple des Muses paru en 1655. L'ouvrage regroupe des descriptions de tableaux sur le modèle de la Galerie de tableaux de Philostrate et constitue une somme érudite sur la mythologie telle qu'on la concevait à l'époque.
Au XIXe siècle, le poète britannique T. S. Eliot compose un poème intitulé Sweeney Among the Nightingales dans lequel un vers indique : « And Sweeney guards the horned gate » (Et Sweeney garde la porte de corne), ce qui est considéré comme une référence à ce lieu de la mythologie grecque.
En France au même siècle, le poète Gérard de Nerval se réfère à ces lieux au début de son récit Aurélia ou le Rêve et la Vie, dans les premières lignes : « Je n’ai pu percer sans frémir ces portes d’ivoire ou de corne qui nous séparent du monde invisible. »
En 1991, la romancière britannique Margaret Drabble publie un roman intitulé The Gates of Ivory (les portes d'ivoire).
Le romancier britannique Robert Holdstock publie en 1997 le roman La Porte d'ivoire (Gate of Ivory, Gate of Horn), préquelle à son roman La Forêt des Mythimages. Le personnage principal du roman est victime d'un syndrome post-traumatique qui peut se manifester de deux façons radicalement différentes, l'une véridique et l'autre mensongère.
La série américaine de romans graphiques fantastiques Sandman, scénarisée par Neil Gaiman, met en scène Dream, entité éternelle liée au rêve. L'une de ses aventures montre les portes de corne et d'ivoire qui se trouvent au seuil de son royaume. Dream les a élevées avec les restes des dieux qui ont tenté de conquérir son royaume, après avoir réussi à les vaincre grâce à l'aide d'Alianora, une entité féminine faite de lumière.
Dans la bande dessinée Le dieu vagabond de Fabrizio Dori, l'un des personnages rêve des deux portes et, connaissant la mythologie, choisit la porte de corne afin de vivre un rêve qui le guidera correctement.